# Xenomedea rhodopyga
Xenomedea rhodopyga är en fiskart som beskrevs av Richard H. Rosenblatt och Taylor, 1971. Xenomedea rhodopyga ingår i släktet Xenomedea och familjen Labrisomidae. IUCN kategoriserar arten globalt som livskraftig. Inga underarter finns listade i Catalogue of Life.